# Assabet River
Der Assabet River ist der linke Quellfluss des Concord River im US-Bundesstaat Massachusetts – etwa 30 km westlich von Boston.

## Geographie
Der Assabet River entspringt in einem Sumpfgebiet in Westborough und fließt von dort in nordöstliche Richtung durch die Städte Northborough, Marlborough, Berlin, Hudson, Stow, Maynard und Acton. In seinem Verlauf überwindet er einen Höhenunterschied von rund 65 Metern. Nach etwa 50 km vereinigt er sich in Concord, Massachusetts mit dem Sudbury River. Am Fluss liegen neun Dämme und über vierzig Brücken. Sein Einzugsgebiet erstreckt sich über 458 km2. Im Verlauf durch Maynard ist er in die Grade I und II eingestuft.

## Bedeutung des Namens
Vor der Besiedelung durch die britischen Einwanderer, lebte hier der Stamm der Pawtucket, da der Fluss reichhaltige Fischbestände bot. Die Bedeutung des Namens kann in der Sprache der Algonkin gefunden werden. Er besteht aus den drei Teilen assa – pe – t. Assa hat die Bedeutung von umkehren. Pe ist die Kurzform in zusammengesetzten Worten für Wasser und das t ist ein ortsbestimmendes Anhängsel. Dies ergibt die Bedeutung Der Ort, an dem das Wasser (der Fluss) umkehrt. Tatsächlich fließt der Assabet River bei hohen Wasserständen nicht mit dem Sudbury River in Richtung Concord River, sondern ergießt sich ins Marschland.

## Geschichte
Am 9. April 1999 wurden die unteren 7 km des Assabet River als National Wild and Scenic River ausgezeichnet.

## Umwelt

### Fauna
Im Assabet River existieren verschiedene Tierarten. Darunter amerikanischer Karpfen, Wasserschildkröten und Süßwassermuscheln. Genauso wie im Concord River lebten auch im Assabet früher Alosa. Aber auch hier verschwand diese Fischart als Dämme im Fluss errichtet wurden und der Alosa nicht mehr ungehindert bis zum Meer und zurückziehen konnte.

### Flora
Die überwiegenden Pflanzenarten im Assabet sind Seerosen, Algen und Schilfrohr.

### Wasserqualität
Das größte Problem des Flusses ist die Nährstoffübersättigung mit Nitraten und Phosphaten. In der Sommerzeit sind Teile der Wasseroberfläche gänzlich mit Algen und anderen Wasserpflanzen bedeckt. Die Pflanzen beeinflussen die Konzentration von ungelöstem Sauerstoff und den pH-Wert des Flusses und erzeugen so Probleme für Fische und andere Wassertiere. Im Herbst erzeugt die Zersetzung der Pflanzen einen unangenehmen Geruch entlang des Flusses.
Der Nährstoffüberschuss hat den Fluss soweit geschädigt, dass er die Wasserqualitätsstandards des Staates Massachusetts für befischbare und beschwimmbare Gewässer nicht erreicht.

## Wirtschaft
Der Assabet River war im Laufe der Zeit Energielieferant für verschiedene Industriezweige. Bereits 1658 wurde mit seiner Kraft ein frühes Eisenwerk betrieben. Im Laufe der Zeit gab es an seinen Ufern mehrere Mühlen, verschiedene Gerbereien, eine Destillerie und eine Anzahl Schuhfabriken.